# Шургунур
Шургунур (мар. Шӱргынур, Памашъял) — деревня в Мари-Турекском районе Республики Марий Эл. Входит в состав Карлыганского сельского поселения.

## География
Находится в восточной части республики Марий Эл на расстоянии приблизительно 42 км по прямой на юго-восток от районного центра посёлка Мари-Турек.

## История
Известна с 1816 году, когда здесь было 11 дворов, 79 жителей, в 1859 году — 21 двор, 142 жителя, в 1891 году 30 домов. В 1940 году в деревне числилось 37 дворов и 146 жителей. В 1970 году в деревне насчитывался 161 житель, а в 1979 году 160 человек. В 2000 году в деревне было 46 дворов. В советское время работали колхозы «Сескем» («Искра»), «Чевер май», «Большевик», совхозы имени Кирова и «Восход».

## Население
Население составляло 199 человек (мари 97 %) в 2002 году, 170 в 2010.